# Adenocline pauciflora
Adenocline pauciflora là một loài thực vật có hoa trong họ Đại kích. Loài này được Turcz. mô tả khoa học đầu tiên năm 1843.